# 萬松園
萬松園（ばんしょうえん）は、岐阜県各務原市鵜沼宝積寺町にある旧川上貞奴別荘である。鉄瓦で葺かれた屋根や凝った内部装飾などが、ほぼ創建当初の姿で保存されている。
現在は愛知県の会社経営者が所有し、民間企業に貸して結婚式場となっている。

## 概要
日本初の女優として知られる川上貞奴（本名 小山貞）が女優引退後の1933年（昭和8年）　自らの菩提寺として建立した貞照寺の門前に建設した別荘で、木曽川に面し茶室を備えた広大な庭を持つ敷地面積1,500坪、建坪150坪、一部二階建て25-26室のモダンな数奇屋造りの建物である。
南部鉄器の瓦で葺かれた数奇屋風建物、洋風サロンルーム、萱葺き民家風の建物などが一体となって別荘の外観を構成しており、建物の保存状態も良く、内部の壁、装飾品などがほとんど当時のまま残されている。
建物の内部に入ると「桐の間」と呼ばれる客室があり、床は上段床、華頭窓は道成寺の鐘形。襖には豊州画伯の木曽の山水画が描かれている。
貞奴の亡くなる前年（1945年（昭和20年））に個人に売却され、その後は都築紡績（現在のKBツヅキ）の所有となり、約70年間一般公開されることなく、同社の保養所として使用されてきたが倒産による工場の閉鎖に伴い2004年（平成16年）に現在の所有者に売却された。
主屋、茶室、表門の3棟は2007年（平成19年）8月１日、各務原市の指定文化財となり、2018年（平成30年）8月17日、国の重要文化財（建造物）に指定された（指定名称は「旧川上家別邸」）。
重要文化財に指定されたことを受け、定期的に見学会（有料）を実施している。

## 所在地
- 岐阜県各務原市鵜沼宝積町3-82-2

## 交通アクセス
- JR高山本線 鵜沼駅、名鉄各務原線・犬山線 新鵜沼駅より約2km。
- 各務原市ふれあいバス：東部・南部線「貞照寺前」バス停下車、徒歩で約1分。